# Leptoclinides rufus
Leptoclinides rufus är en sjöpungsart som först beskrevs av Sluiter 1909.  Leptoclinides rufus ingår i släktet Leptoclinides och familjen Didemnidae. Inga underarter finns listade i Catalogue of Life.